# 布朗福塞
布朗福塞（法語：Blancfossé，法語發音：[blɑ̃fose]）是法国瓦兹省的一个市镇，属于博韦区。

## 地理
布朗福塞（49°39'29"N, 2°11'45"E）面积5.16 平方千米，位于法国上法蘭西大區瓦兹省，该省份为法国北部内陆省份，北起索姆省，西接厄尔省和滨海塞纳省，南至塞纳-马恩省和瓦兹河谷省，东临埃纳省。
与布朗福塞接壤的市镇（或旧市镇、城区）包括：博讷伊莱索、科尔梅耶、塞勒河畔克鲁瓦西、弗莱希、方丹-博讷洛。

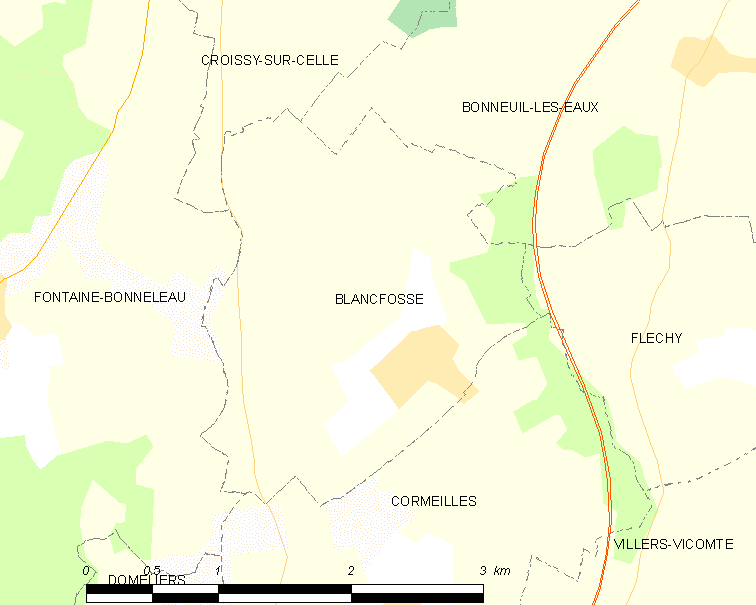
布朗福塞的OSM定位图

布朗福塞的时区为UTC+01:00、UTC+02:00（夏令时）。

## 行政
布朗福塞的邮政编码为60120，INSEE市镇编码为60075。

## 政治
布朗福塞所属的省级选区为圣瑞斯特昂绍塞县。

## 人口

1962-2008年间布朗福塞人口变化图示

布朗福塞于2022年1月1日时的人口数量为143人。